# 内田青蔵
内田 青蔵（うちだ せいぞう、1953年〈昭和28年〉3月28日 - ）は、日本の建築学者・建築史家。専門は近代建築史と近代住宅史。学位は、工学博士。神奈川大学建築学部建築学科教授。

## 略歴
秋田県大館市出身。秋田県立大館鳳鳴高等学校を経て、1975年神奈川大学工学部建築学科卒業、1983年東京工業大学大学院理工学研究科建築学専攻博士課程中退。1986年「住宅改良会」の活動からみた大正・昭和初期(戦前)における「洋風系独立住宅」の導入と成立に関する研究」で工学博士の学位を取得。東京工業大学付属工業高等学校教諭、1995年文化女子大学造形学部助教授、教授、2006年埼玉大学教育学部教授、2009年より現職。2022年神奈川大学建築学部設立に伴い、同学部初代学部長に就任。

## 受賞学術賞
- 日本建築学会奨励賞（1994年）
- 日本生活学会今和次郎賞（2004年）
- 日本建築学会日本建築学会賞（2017年）

## 著作

### 単著
- 『あめりか屋商品住宅 「洋風住宅」開拓史』（住まいの図書館出版局 住まい学大系 星雲社　1987年）
- 『日本の近代住宅』（鹿島出版会　1998年）
- 『消えたモダン東京』（河出書房新社　らんぷの本　2002年）
- 『お屋敷拝見』小野吉彦写真（河出書房新社 らんぷの本、2003年）
- 『同潤会に学べ 住まいの思想とそのデザイン』（王国社 2004年）
- 『「間取り」で楽しむ住宅読本』（光文社新書 2005年）
- 『学び舎拝見』小野吉彦写真（河出書房新社　らんぷの本、2007年）
- 『お屋敷散歩』小野吉彦写真 河出書房新社 らんぷの本 2011

### 共著
- 『占領軍住宅の記録』小泉和子,高藪昭共著 住まいの図書館出版局 住まい学大系 1999
- 『図説・近代日本住宅史 幕末から現代まで』大川三雄, 藤谷陽悦共編著 鹿島出版会 2001
- 『消えゆく同潤会アパートメント 同潤会が描いた都市の住まい・江戸川アパートメント』橋本文隆,大月敏雄共編 兼平雄樹写真 河出書房新社 らんぷの本 2003
- 『再生名建築 時を超えるデザイン』1-2 足立裕司,大川三雄,初田亨,藤谷陽悦共編著 鹿島出版会 2009
- 『世界一美しい団地図鑑』志岐祐一編・著・写真 安野彰,渡邉裕子共著 エクスナレッジ 2012

### 編著
- 山本拙郎『拙先生絵日記』（住まいの図書館出版局 住まい学大系 星雲社,1993年）
- 『同潤会基礎資料 近現代都市生活調査 2 全10巻 藤谷陽悦,吉野英岐共編 柏書房 1998
- 同3　全12巻、2004年
- 『住宅建築文献集成』全27巻 編 柏書房 2009-13
- 『雑誌「住宅」全52巻』（柏書房,2003年）
- 『建築工芸画鑑　全8巻』（柏書房,2006年）

## 論文
- <内田青蔵